# هنگ کنگ بریتانیا
هنگ کنگ بریتانیا (به انگلیسی: British Hong Kong)، اراضی خالصه و سرزمین‌های فرادریایی بریتانیا در تحت حاکمیت بریتانیا بود و در آسیای شرقی واقع شده‌است. هنگ کنگ از سال ۱۸۴۲ تا ۱۹۹۷ جزو مستعمرات امپراتوری بریتانیا بود تا اینکه در نبرد هنگ کنگ، امپراتوری ژاپن توانست هنگ کنگ را به سال ۱۹۴۱ تسخیر کند. در سال ۱۹۹۷ و پس از پایان یافتن پیمان پیشین به جمهوری خلق چین پیوست.